# ルイビル (重巡洋艦)
ルイビル (USS Louisville, CL/CA-28) は、アメリカ海軍が海軍休日時代に建造し、第二次世界大戦で運用した重巡洋艦。ノーザンプトン級重巡洋艦の3番艦。艦名はケンタッキー州ルイビルに因み、その名を持つ艦としては3隻目。
日本語では地名のルイビルと同様に、ルイヴィル、ルイスヴィルや、ルイスビルと表記されることもある。

## 艦歴
「ルイビル」はワシントン州ブレマートンのピュージェット・サウンド海軍造船所で建造された。1929年7月4日に起工し、1930年9月1日にジェーン・ブラウン・ケネディによって進水、1931年1月15日に艦長E. J. マーカート大佐の指揮下で就役する。当初は CL-28 （軽巡洋艦）であったが、ロンドン海軍軍縮会議の結果、同年7月1日に CA-28 に艦種変更された。

### 大戦前
「ルイビル」は1931年春に北米大陸西海岸やハワイ州を訪問し、東海岸にもどった。
整調巡航は1931年の夏から冬にかけて行われ、ブレマートンからパナマ運河を経由してニューヨークまでを巡航した。ニューヨークから戻って1932年の艦隊演習に参加しその後サンペドロからサンディエゴの海域で砲撃訓練を行う。
1933年4月4日、アメリカ海軍の飛行船「アクロン (USS Akron, ZRS-4) 」が墜落し、多数の将兵が事故死した。5月30日、ルイビル艦上で犠牲者のために慰霊祭が行われた。 サンペドロから帰還すると同年冬にはハワイ海域で活動し、対空戦闘のための訓練艦任務に従事する。
1934年4月、サンディエゴを出航し9ヶ月間の航海で、中央アメリカからカリブ海、東海岸の様々な港でその威容を誇示した。晩秋にカリフォルニア州へ帰還した「ルイビル」はアラスカ州ダッチハーバーに向けて出航し、1935年の春まで砲撃演習及び戦術演習を行い、その後真珠湾で艦隊演習に参加した。
続く2年間、「ルイビル」は西海岸沿いに作戦活動に従事し、艦隊演習やラテンアメリカの港に対する親善訪問、訓練活動を行った。真珠湾で入渠して修理することもあった。
1936年11月上旬、サンフランシスコ・オークランド・ベイブリッジが開通することになり、開橋式典のために合衆国艦隊の主力艦がサンフランシスコ湾に集結、その中に「ルイビル」の姿もあった。
1937年3月14日、ハワイ諸島北方で火災を起こしたイギリス汽船が救助をもとめたので、「ルイビル」が派遣された。洋上で船客8名を受け入れ、一足先に真珠湾へ帰投した。
1938年1月、僚艦と共にオーストラリア連邦の記念祭に参加することになった。
豪州派遣艦隊（司令官タウンセンド提督）として長期太平洋巡航を実施、1月11日にオマハ級軽巡洋艦3隻と共にハワイ真珠湾を出発した。つづいてサモア、オーストラリア、タヒチを訪問した。
2月13日、「ルイビル」はシドニーを出発してメルボルンにむかおうとしたが、この出港を見物していた観光フェリーボート「ロドニー」が転覆する惨事が発生、本艦も救助活動に加わった（ロドニー号事件）。メルボルンでは、英海軍ニュージーランド戦隊の軽巡「アキリーズ (HMNZS Achille) 」と並んで碇泊した。
真珠湾に帰還後、姉妹艦や僚艦と共に、艦隊演習を行った。
1939年9月、第二次世界大戦がはじまる。同年の冬、「ルイビル」はカリブ海での艦隊演習に参加する。1940年5月まで同海域で作戦活動に従事した「ルイビル」は西海岸に帰還し、ハワイで艦隊演習を行った後、秋にカリフォルニア州ロングビーチを出航、パナマ運河を通過し東南アメリカに向かう。ブラジルのバイーア州で「ルイビル」は南アフリカのサイモンズタウンへの巡航を命じられる。中立艦船として星条旗を掲げながらUボートが横行した水域を巡航した。サイモンズタウンではイギリス政府がアメリカへ預ける金塊1億4,800万ドル分を受け取る。その後ニューヨークへ向かい、金塊を下ろすと大西洋へ戻った。

### 第二次世界大戦

#### 1941年 - 1943年

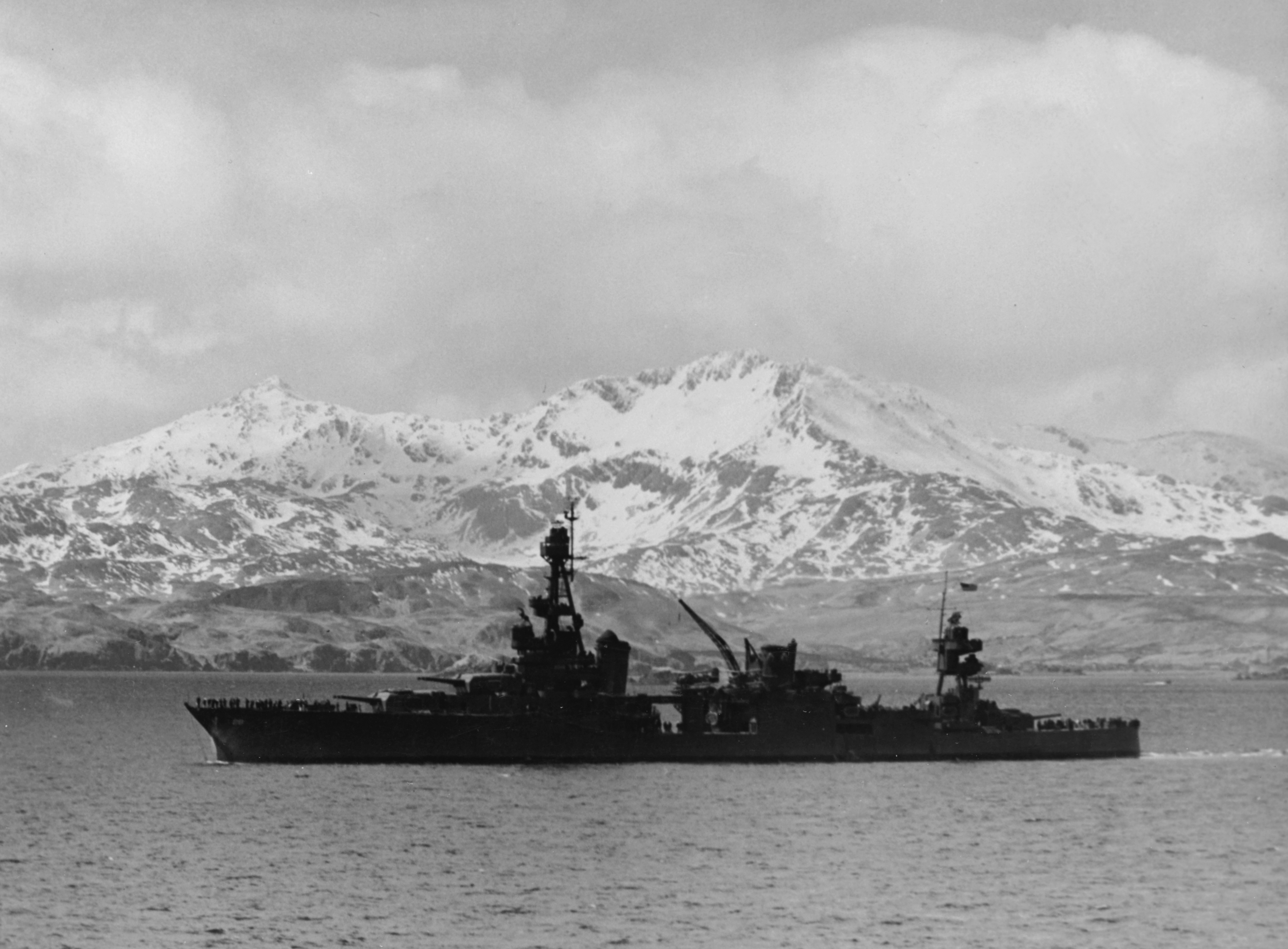
アリューシャン方面の「ルイビル」。1943年4月

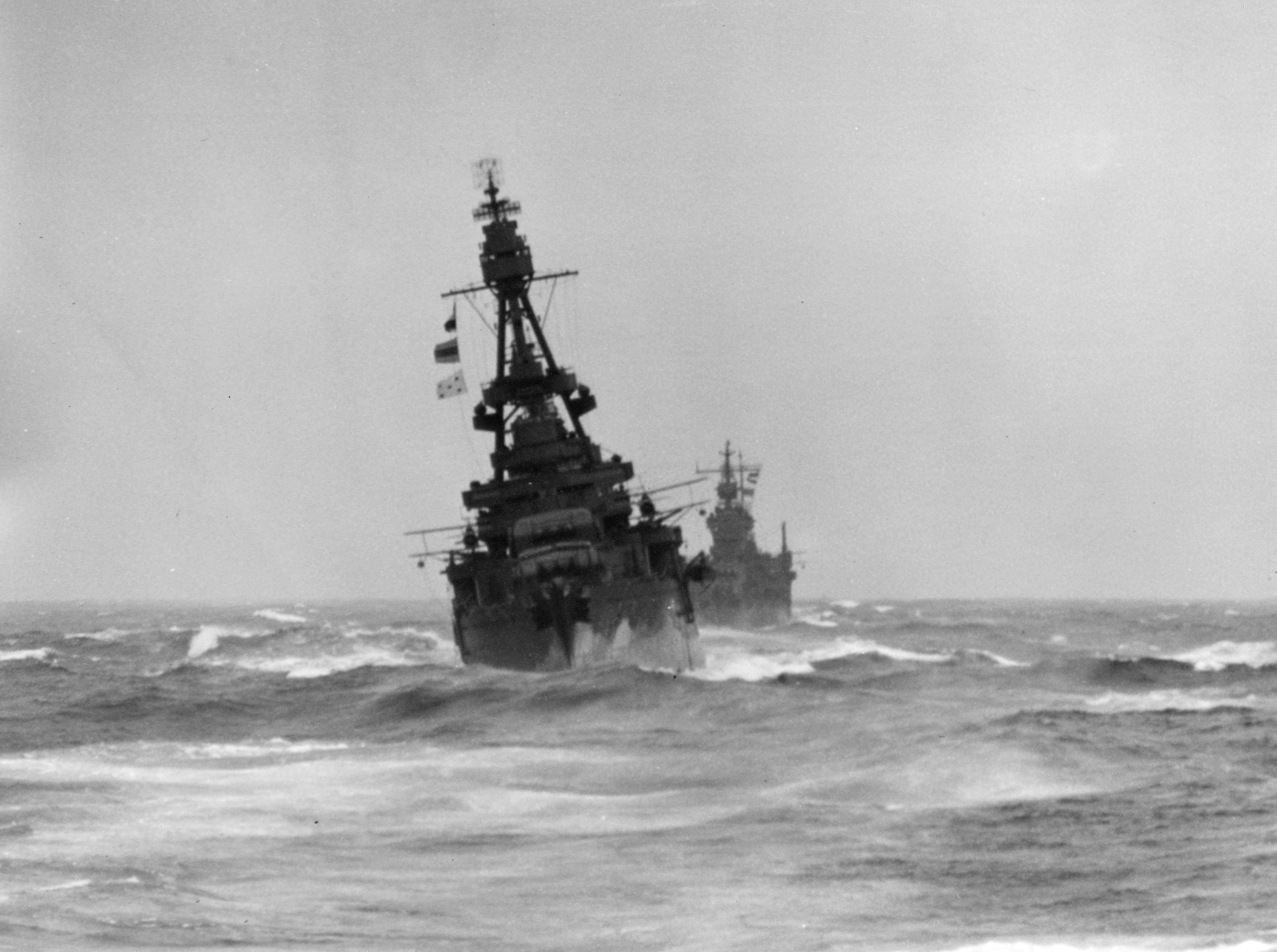
1943年5月、ベーリング海を航行する「ルイビル」と重巡「サンフランシスコ」。

1941年12月7日（日本時間12月8日）の真珠湾攻撃時、「ルイビル」は貨客船「A・T・スコット (A. T. Scott) 」および「プレジデント・クーリッジ (SS President Coolidge) 」を護衛し、タラカン島から真珠湾に向かう途中にあった。ハワイに向かう途中、損害調査のため短期間停泊し、その後カリフォルニアへ向かう。カリフォルニアで「ルイビル」は、空母「ヨークタウン (USS Yorktown, CV-5) 」を基幹とする第17任務部隊（フランク・J・フレッチャー少将）に参加し、1942年1月6日にサンディエゴを出航、空母「エンタープライズ (USS Enterprise, CV-6) 」基幹の第8任務部隊（ウィリアム・ハルゼー中将）とともに、サモアに向かう。1月22日にサモアで部隊を上陸させると、その帰路の途中に初の実戦参加を行う。「ルイビル」の最初の実戦参加は、ギルバート諸島及びマーシャル諸島に対する空母艦載機部隊の攻撃支援であった。このマーシャル・ギルバート諸島機動空襲で艦載機を1機失っている。
真珠湾で短期間停泊した後、「ルイビル」はエリス島近辺のアメリカ軍基地を支援し、かつ海域を偵察した。3月の初めにはANZAC部隊に合流し、ビスマルク諸島からソロモン諸島にかけての海域で作戦活動に従事、日本軍の前進に備えた（ニューギニアの戦い）。空母「レキシントン (USS Lexington, CV-2) 」を基幹とする第11任務部隊（ブラウン中将）と第17任務部隊（フレッチャー少将）とクレース部隊（クレース少将）はサラマウア、ラエ、ラバウルに向かい、何日もの間、多くの敵目標に対して空襲を行った（ラエ・サラモアへの空襲）。
同方面での作戦活動後、「ルイビル」は真珠湾に帰投し、その後、サンフランシスコのメア・アイランド海軍造船所で兵装の増強が行われた。5月31日にアリューシャン列島に向かい、テオバルド提督が指揮する第8任務部隊に参加する。この期間の任務は主に船団護衛であった。日本海軍はAL作戦とMI作戦を発動し、アリューシャン方面に関しては第四航空戦隊と第五艦隊が出動した。6月初旬より日本軍はダッチハーバー空襲、アッツ島の占領、キスカ島の占領をおこなった。
連合軍は爆撃機や潜水艦などで北方に進出した日本軍を牽制し（7月5日の海戦など）、さらに進駐した日本軍に対し、巡洋艦と駆逐艦による奇襲を試みた。8月7日、「ルイビル」と重巡「インディアナポリス (USS Indianapolis, CA-35)」および軽巡3隻などはキスカ島に艦砲射撃を行った。修理中の「不知火」などに被害はなく、日本側の被害は水上戦闘機1機破損、戦死者2名であった。
11月11日、「ルイビル」はサンフランシスコを出港し、真珠湾に向かった。数日後、南太平洋方面に向かい、ニューカレドニア行きの輸送船団を護衛して進出した。護衛終了後、エスピリトゥサント島で第67任務部隊と合流し、ガダルカナル島攻防戦で日本艦隊と戦うためソロモン諸島に向かった。ロバート・C・ギッフェン少将が指揮する第18任務部隊として行動中の1943年1月29日、ラバウル航空隊の九六式陸上攻撃機と一式陸上攻撃機に襲われる。日没直後から続いた夜間攻撃により、旗艦「ウィチタ (USS Wichita, CA-45) 」と「ルイビル」に魚雷が命中したが、不発だった。だが九六陸攻の雷撃により姉妹艦「シカゴ (USS Chicago, CA-29) 」は被雷して大破、「ルイビル」が曳航を開始した。1月30日、曳船「ナバホ (USS Navajo, AT-64) 」が合流して「シカゴ」の曳航を引き継いだあと、第751海軍航空隊の一式陸攻11機が出現して空襲を開始した。第16任務部隊（エンタープライズ）や護衛空母から派遣されたF4F艦上戦闘機の掩護も虚しく、複数の魚雷が命中した「シカゴ」は沈没する。ほかに駆逐艦「ラ・ヴァレット (USS La Vallette, DD-448) 」が中破した。
4月に入り、「ルイビル」は真珠湾を経由して再びアリューシャン戦線に戻り、第16任務部隊に合流。北太平洋地域司令官はトーマス・C・キンケイド提督に交代していた。5月11日から30日までのアッツ島の戦いに従事した。7月にはキスカ島への砲撃に参加した。ちょうど第一水雷戦隊司令官木村昌福少将を指揮官とする日本海軍の水雷戦隊がケ号作戦を実施中であり、7月下旬に日本軍部隊撤収に成功していた。8月中旬、アメリカ軍はコテージ作戦でキスカ島を奪還した。「ルイビル」はしばらくの間、アリューシャン方面で輸送船団の護衛任務についた。

#### 1944年
1944年1月に南太平洋に向かい、マーシャルの戦いでは、ジェシー・B・オルデンドルフ少将の旗艦として火力支援部隊を指揮することとなった。1月下旬から作戦に参加し、1月29日にはウォッジェ環礁に対して艦砲射撃を行った。
2月1日、ルイビルはクェゼリンの戦いの支援でロイ＝ナムル島の飛行場と砲台を艦砲射撃中、僚艦の重巡「インディアナポリス」からの誤射を受け損傷したが、それでも2月3日の同島の占領に貢献した。2週間後、「ルイビル」は引き続き火力支援部隊を率いてエニウェトクの戦いに転じ、エニウェトク環礁は2月23日に征服した。
「ルイビル」はエニウェトクの戦いが終わると第58任務部隊に加わり、4月にトラック諸島とサタワン環礁を砲撃した。6月に入るとマリアナ・パラオ諸島の戦いが進められ、「ルイビル」は沿岸砲撃部隊として行動した。作戦開始後の11日間はテニアン島とグアムを砲撃し、その砲撃は絶え間なく行われた。
マリアナの戦いが終わると、「ルイビル」は9月中旬までは後方に下がった後、ペリリューの戦いに参加した。その支援ではパラオを攻撃した。一連の攻撃により、アメリカ軍はフィリピン奪還の第一歩に向けての最終準備が整った。10月18日、「ルイビル」は引き続きオルデンドルフ提督の旗艦としてレイテ湾に侵入し、レイテ島沿岸部の日本軍に対して砲撃を行った。日本海軍は10月18日に捷一号作戦を発動、連合艦隊隷下の第一遊撃部隊（指揮官栗田健男中将／第二艦隊司令長官）と、第二遊撃部隊（指揮官志摩清英中将／第五艦隊司令長官）が、レイテ湾を目指した。アメリカ海軍も日本軍を迎え撃ち、フィリピン攻防戦にともなうレイテ沖海戦が生起した。

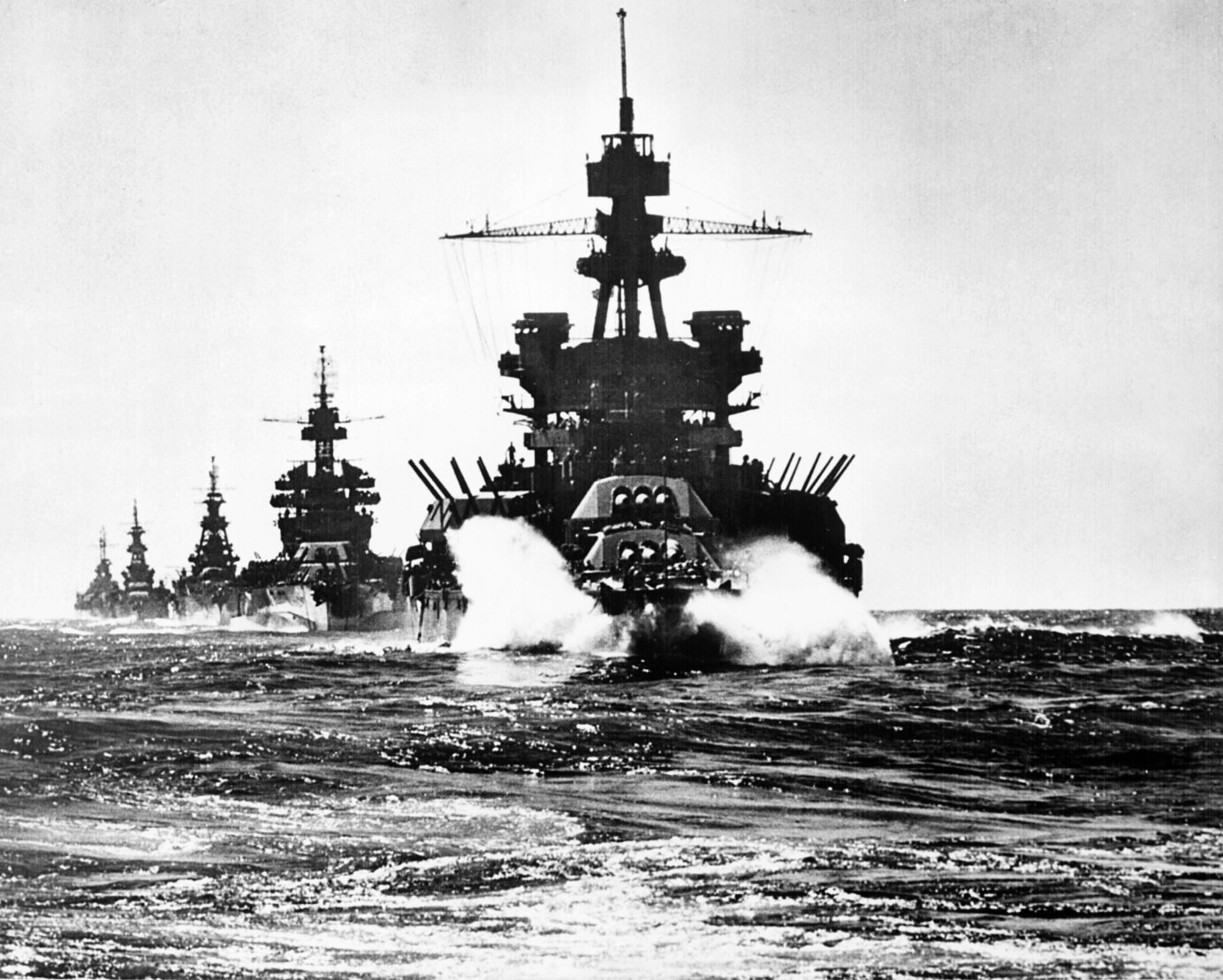
戦艦「ペンシルベニア」と、後続の戦艦「コロラド」、重巡「ルイビル」、「ポートランド」、軽巡「コロンビア」。1945年1月。

ルイビルは第77任務部隊 (Task Force 77)（ 第7艦隊司令長官トーマス・C・キンケイド中将、旗艦「ワサッチ」）指揮下の第77部隊第2群 (Task Group 77.2) 旗艦として、戦艦6隻、巡洋艦8隻（ルイビルを含む）、駆逐艦26隻 を擁し、レイテ湾を警戒していた。第38任務部隊が小沢機動部隊攻撃に全力を傾けたため、オルデンドルフは手持ちの艦艇で日本艦隊の突入を防がなければならなかった。オルデンドルフは魚雷艇隊、駆逐艦群、戦艦と巡洋艦の三段構えで日本艦隊、特に南側を進む第一遊撃部隊（1YB）第3部隊（通称西村艦隊、または西村部隊）を迎え撃つこととした。
10月25日未明、魚雷艇隊は西村艦隊と接触。次いで駆逐艦群が突撃して魚雷攻撃をおこない、戦艦「扶桑」と駆逐艦2隻を撃沈し、駆逐艦「朝雲」を脱落させた。西村艦隊の健在艦は、戦艦「山城」、重巡「最上」、駆逐艦「時雨」だけになった。この時点でオルデンドルフは、第77部隊の弾薬事情が多少心細いことを知り、効果的に弾薬を使うため戦艦・巡洋艦部隊を三分し、軽巡洋艦2隻とオーストラリア海軍重巡「シュロップシャー (HMAS Shropshire) 」を一段目、オルデンドルフ自身が乗艦する「ルイビル」と重巡洋艦2隻（ミネアポリス、ポートランド）と軽巡洋艦2隻を二段目、そして真珠湾から甦った戦艦群を三段目に配置し、丁字戦法を採用して一気の砲撃で決着をつけようとした。やがて、ルイビルのレーダーは14,000mの位置に山城を探知し、これを合図として一斉砲撃が始まった。西村艦隊の残存艦は袋叩きにされ、「山城」は沈没して西村中将は戦死した。被弾した「最上」は反転退避中に志摩艦隊（第二遊撃部隊）の旗艦「那智」と衝突、さらにオルデンドルフ部隊のレーダー射撃をうけた。その状態でも「最上」は「朝雲」を追い越して脱出に成功したが、昼間の空襲により航行不能になり、生存者を駆逐艦「曙」に移して処分された。スリガオ海峡に取り残された「朝雲」は、レーダー射撃を受けたあと、第7艦隊の巡洋艦と駆逐艦に捕まって撃沈された。西村艦隊は事実上全滅し、「ルイビル」は史上最後の戦艦同士の砲戦 に花を添えた形となったが、「ルイビル」の部隊は混戦の最中に味方の駆逐艦「アルバート・W・グラント (USS Albert W. Grant, DD-649) 」と「ニューコム (USS Newcomb, DD-586) 」に命中弾を与えてしまった。
レイテ沖海戦後の「ルイビル」は、一時第38任務部隊の指揮下でルソン島攻撃に参加した。

#### 1945年

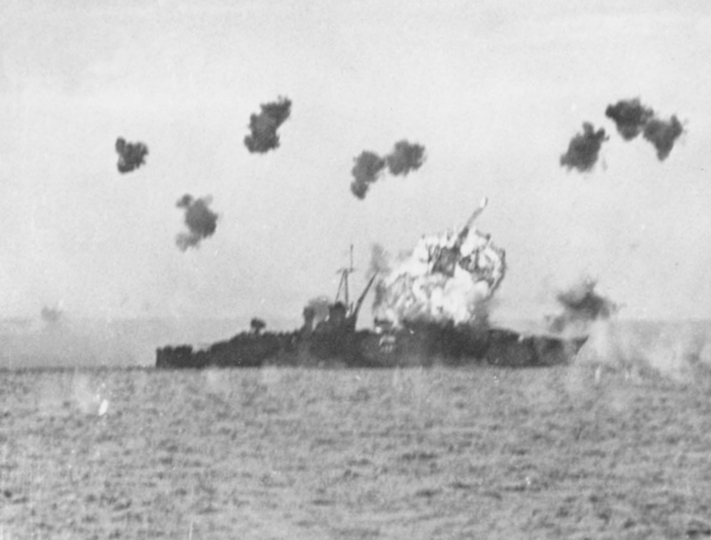
リンガエン湾で体当たり攻撃を受けた「ルイビル」（1945年1月6日）

1945年に入ると「ルイビル」は、ルソン島の戦いに参加し、火力支援部隊を率いてリンガエン湾に向かう。途中の1月5日から6日にかけてアメリカ艦隊に対し特攻機が次から次へと突入した（出撃した日本の特攻隊の一覧）。「ルイビル」にも1月5日17時6分ごろに神風特別攻撃隊の彗星1機が2番砲塔に突入し、別に1機を撃墜した。2番砲塔は完全に破壊された。火災が発生し、爆発によって艦橋に大きなダメージを受け、艦長も火傷を負って艦の指揮が執れなくなった。
1月6日17時31分ごろにも1機が突入。これは日本陸軍の第4航空軍（司令官富永恭次陸軍少将）に所属する九九式襲撃機であった。この攻撃により第4巡洋艦部隊司令官として乗艦していたセオドア・エドソン・チャンドラー少将が戦死した。しかしながら、「ルイビル」は大きな損傷を受けたにもかかわらず艦砲射撃を続け、敵機数機を撃墜した。とはいえ、最終的には後送され、その後メア・アイランド海軍造船所で修理を行った。
修理は春までに完了し、「ルイビル」は再び太平洋に向かい第54任務部隊に加わる。部隊は沖縄戦で地上部隊の援護射撃を行った。6月5日に「ルイビル」は再び特攻攻撃を受け、三式戦闘機4機の突入を受ける。水上機が破壊され、煙突が曲がるなどの被害をうけた。6月9日まで艦砲射撃を継続し、その後6月15日に修理のため真珠湾に向かった。

### 戦後
戦争は8月15日に終わり、「ルイビル」には新たな任務が命じられた。T. G. W. セトル少将が座乗した「ルイビル」は8月16日にグアムを出航し、大連、満州に向かう。大連では連合軍の捕虜収容を行い、その後青島に向かう。青島で日本軍艦艇は青島方面特別根拠地隊司令官金子繁治中将により引き渡され、それらの艦艇を仁川へ送り届けた後、再び中国に向かい煙台での任務に就く。10月半ばに黄海部隊に加わり、その後サンペドロ経由でフィラデルフィアに帰還、1946年6月17日に退役し、大西洋予備役艦隊入りした。続く13年間を同艦隊で保管された後、1959年3月1日に除籍され、9月14日にニューヨークのマーリーン・ブラウズ社に売却された。

## 栄典
「ルイビル」は第二次世界大戦の戦功で13個の従軍星章を受章した。また、以下の勲章を授与された。
- 戦闘交戦リボン（英語版）
- 中国軍務勲章（英語版）
- アメリカ防衛従軍記章・・・「艦隊」略章付き
- アメリカ従軍記章
- アジア・太平洋戦役勲章（英語版） … 星章13個付き
- 第二次世界大戦戦勝記念章
- 海軍占領軍務勲章（英語版）・・・「日本」略章付き
- フィリピン殊勲部隊章（英語版）
- フィリピン解放勲章（英語版）